# San José de Mayo
San José de Mayo ist die Hauptstadt des Departamento San José.
San José liegt im Zentrum des Departamento San José am Fluss San José und ist ein regionales Handels- und Finanzzentrum. Ein weiterer wichtiger Wirtschaftszweig ist die Agrar-Industrie.

## Geschichte
Gegründet wurde die Stadt am 1. Juni 1783 und wurde im 19. Jahrhundert zu einem Handels- und Kulturzentrum und bekannt als Montevideo chico (Klein-Montevideo). 1825 war die Stadt dann für kurze Zeit die provisorische Hauptstadt Uruguays.
Am 19. Juni 1894 wurde auf der Plaza Independencia von San José der Grundstein zum ersten Monument zur Ehrung von José Gervasio Artigas im Lande gelegt. Der Bau verzögerte sich allerdings um einige Jahre und erst am 25. August 1898 wurde das Monument eröffnet.
In der Stadt befindet sich am Plaza Treinta y Tres gelegen auch die Catedral Basílica de San José de Mayo. Das Bistum San José de Mayo hat hier seinen Sitz.

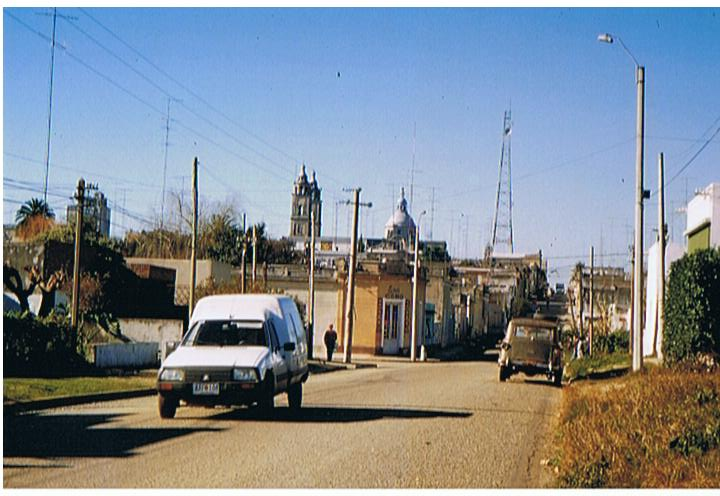
San José de Mayo, 1998
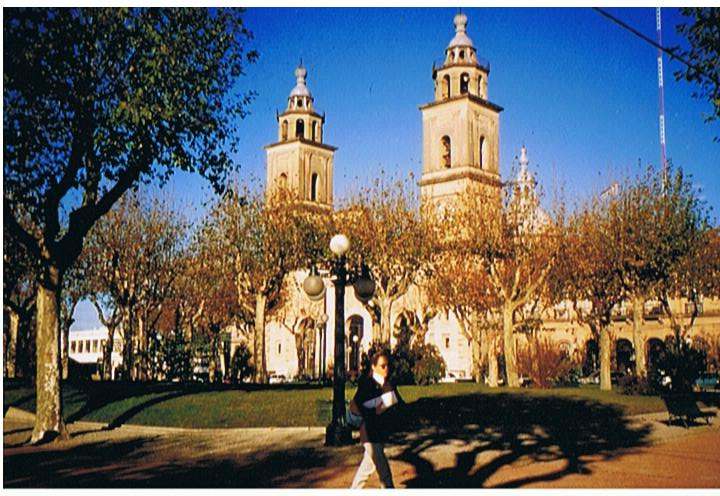
Plaza de los Treinta y Tres Orientales mit der Kathedrale
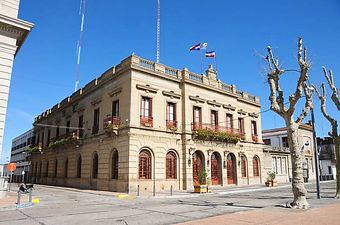
Intendencia Municipal
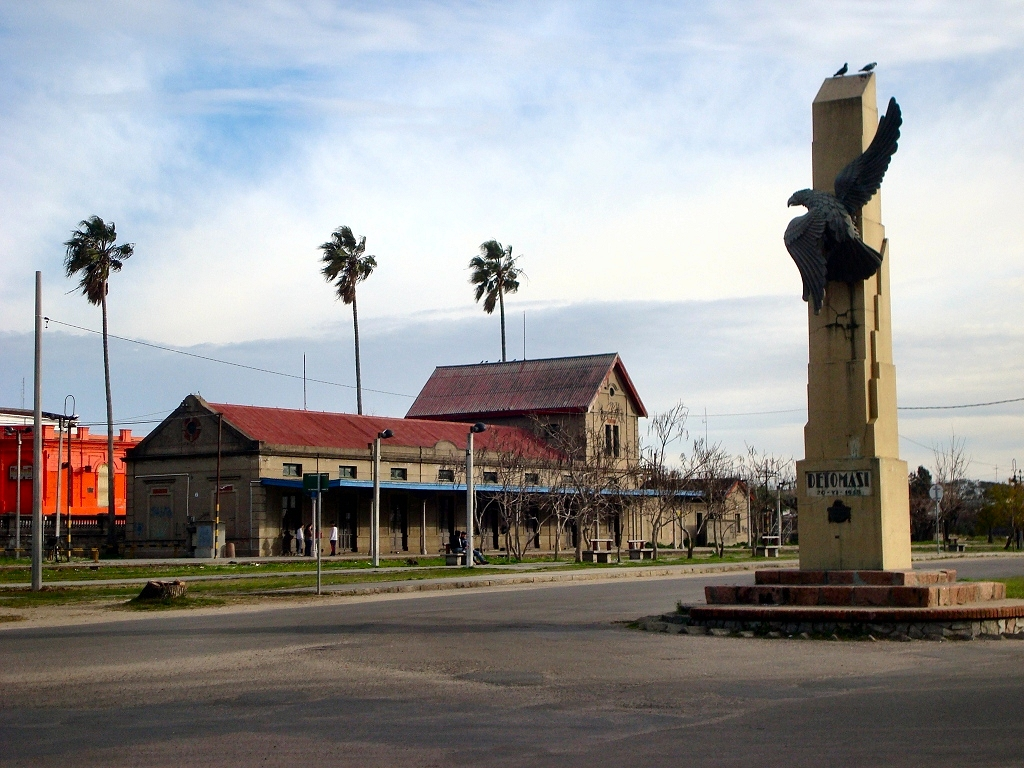
Bahnhof von San José de Mayo

## Einwohner
Die Einwohnerzahl San José de Mayos betrug bei der Volkszählung des Jahres 2011 36.747 Einwohner, davon 17.562 männliche und 19.185 weibliche.
| Jahr | Einwohner |
| ---- | --------- |
| 1963 | 27.482    |
| 1975 | 28.554    |
| 1985 | 31.825    |
| 1996 | 34.552    |
| 2004 | 36.339    |
| 2011 | 36.747    |

Quelle: Instituto Nacional de Estadística de Uruguay

## Infrastruktur
Hier kreuzen sich die Nationalstraßen Ruta 11 und Ruta 3.

## Söhne und Töchter der Stadt
- Edward Johnston (1872–1944), britischer Kalligraf
- Francisco Canaro (1880 oder 1888–1964), Musiker und Tangokomponist
- Ismael Cortinas (1884–1940), Politiker, Journalist und Theaterautor
- Juan Canaro (1893–1977), uruguayischer Bandoneonist, Bandleader und Tangokomponist
- Héctor Artola (1903–1982), Tangokomponist und Arrangeur, Pianist, Bandoneonist und Bandleader
- Pedro Cersósimo (1921–1996), Politiker
- Daniel Chavarría (1933–2018), Schriftsteller, Übersetzer und Dozent
- Hugo Nantes (1933–2009), Maler und Bildhauer
- Luis Pedro Serra (1934–1992), Radsportler
- Luis Serra (1935–1992), Radrennfahrer
- Ariel Martínez (1940–2019), uruguayisch-argentinischer Bandoneonist und Komponist
- Juan Chiruchi (* 1947), Politiker
- Omar Gutiérrez (1948–2018), uruguayischer Radio- und Fernsehreporter
- Carlos Curbelo (* 1954), Fußballspieler (2-facher Nationalspieler Frankreichs)
- José Moreira (* 1958), Fußballspieler
- Jaime Clara (* 1965), Journalist und Karikaturist
- José Luis Falero (* 1966), Politiker und Transportunternehmer
- Malena Muyala (* 1971), Sängerin und Komponistin
- Cristian Rosales (1978–2011), Leichtathlet
- Esteban Ostojich (* 1982), Fußballschiedsrichter
- Salvador Ichazo (* 1992), Fußballspieler
- Rodrigo Pollero (* 1996), Fußballspieler